# Desa Kalisalak (administrativ by i Indonesien, lat -6,93, long 109,72)
Desa Kalisalak är en administrativ by i Indonesien.   Den ligger i provinsen Jawa Tengah, i den västra delen av landet, 300 km öster om huvudstaden Jakarta.